# Robert Motherwell
Robert Burns Motherwell (Aberdeen, 24 gennaio 1915 – Provincetown, 16 luglio 1991) è stato un pittore statunitense.

## Biografia

### Formazione
Robert Burns Motherwell III nasce il 24 gennaio 1915 ad Aberdeen da Robert Burns Motherwell II e Margaret Lilian Hogan. La famiglia Motherwell si trasferisce di frequente: a Seattle nel 1918, a San Francisco nel 1919, Salt Lake City nel 1920 e Los Angeles nel 1925, prima di tornare a San Francisco nel 1927. All'età di dieci anni frequenta brevemente l'Otis Art Institute di Los Angeles. A dodici anni si ammala di una grave asma e, per seguire le cure, si sposta in California dove frequenta la Moran Preparatory School di Astascadero. Qui nasce l'interesse di Motherwell per l'arte, studia e copia gli affreschi della Cappella Sistina di Michelangelo, il Ciclo di Maria de’ Medici di Rubens e i ritratti di Rembrandt. Inoltre, realizza una dozzina di copie di paesaggi di Cézanne. Nel 1930 frequenta le lezioni della California School of Fine Arts di San Francisco e nella primavera dell’anno seguente vede la mostra The blue Four: Feininger, Jawlensky, Kandinsky e Klee al California Palace della Legion d’Onore di San Francisco. Dopo aver ottenuto il diploma, dal 1932 al 1937, Motherwell studia letteratura alla Stanford University per poi specializzarsi in filosofia; in particolare legge ed approfondisce il libro "Arte come esperienza" (1934) di John Dewey. Parallelamente agli studi di filosofia, conosce e apprezza i lavori di Matisse che influenzano la sua produzione, e legge le opere dei simbolisti francesi, Baudelaire, Rimbaud e Mallarmé,  e quelle dei poeti statunitensi come Crane, Eliot, Pound, Stevens e Moore. Per un breve periodo, nel 1939, insegna estetica, architettura contemporanea e storia dell’arte moderna all’Università dell’Oregon e, l'anno seguente, su suggerimento di Meyer Shapiro, si trasferisce a New York per dipingere.

### Le esperienze surrealiste e le prime mostre
Nel 1941, grazie all'incontro prima con Roberto Matta e poi con Wolfang Paalen, scopre l’automatismo pittorico del surrealismo e crea una serie di disegni ad inchiostro esposti al MoMA, contenuti nel The Mexican Sketchbook. Grazie alla mostra del MoMA, si afferma sulla scena artistica newyorkese e assume un ruolo significativo tra gli artisti surrealisti della New York School, insieme a Baziotes, Pollock, Rothko e altri. Dal 1942 espone con regolarità le sue opere a New York e nel 1944 realizza la sua prima mostra personale Art of This Century al Guggenheim Museum. Il MoMA è il primo museo ad acquistare una sua opera. Nel 1946 espone all'Arts Club di Chicago e al San Francisco Museum of Art, e partecipa all’esposizione Fourteen Americans organizzata dal MoMA di New York. Insieme a William Baziotes, David Hare, Barnett Newman, e Mark Rothko, Motherwell fonda la Subjects of the Artist School, dove vengono tenute letture e lezioni pubbliche con relatori come Jean Arp, John Cage e Ad Reinhardt, ma, a causa di problemi finanziari, la scuola chiude dopo un solo anno di attività.

### Affermazione internazionale
Nel 1958-1959, le opere di Motherwell sono esposte alla mostra del MoMA The New American Painting che sarà presentata in varie capitali europee; la stessa modalità itinerante è ripetuta per la grande mostra retrospettiva tenuta nel 1965 al MoMA, presentata successivamente ad Amsterdam, Londra, Bruxelles, Essen e Torino.
Nel 1972, al suo quarto matrimonio, sposa l'artista e fotografa Renate Ponsold con la quale si trasferisce a Greenwich. Negli anni '70 in Europa si susseguono numerose mostre retrospettive a Düsseldorf, Stoccolma, Vienna, Parigi, Edimburgo e Londra dove, nel 1978, si tiene una sua personale alla Royal Academy parallelamente a quella presso la National Gallery of Art di Washington. L'interesse per l'artista cresce di anno in anno e tra il 1983 e il 1985 molti dei grandi musei americani, tra cui il Los Angeles County Museum of Art, il San Francisco Museum of Modern Art, lo Seattle Art Museum, la Corcoran Gallery of Art, e il Solomon R. Guggenheim Museum espongono le sue opere.
Nel 1985 Motherwell riceve la Edward Macdowell Medal, un premio annuale, che dal 1960, viene consegnato agli artisti che hanno dato un contributo alla cultura e dell'arte americana.
Motherwell muore a Provincetown, Massachusetts, il 16 luglio 1991 per insufficienza cardiaca, lasciando un patrimonio stimato di circa 25 milioni di dollari e più di mille opere d'arte, escluse le stampe. Pochi giorni dopo la sua scomparsa, centinaia di persone partecipano ad una cerimonia commemorativa sulla spiaggia fuori dalla sua casa di Provincetown.

## La Fondazione Dedalus
La Fondazione Dedalus è nata nel 1981 su iniziativa dell'artista per favorire la comprensione dell'arte moderna e del modernismo. Il nome Dedalus è stato scelto in onore dell'alter ego di James Joyce, Stephen Dedalus. La fondazione si occupa della conservazione e della divulgazione del lavoro dell’artista, gestendo i prestiti delle opere per mostre e pubblicazioni. L’intera produzione di Motherwell è stata raccolta nel Catalogo ragionato pubblicato nel 2012 dalla Yale University Press. La Dedalus Foundation gestisce inoltre programmi educativi per bambini, ragazzi e adulti.

### Borse di studio e premi
La fondazione sostiene individui o istituzioni impegnati nell'educazione artistica, la ricerca, la conservazione, l'organizzazione di mostre e altri progetti curatoriali. Vengono inoltre assegnate quattro borse di studio: la Dissertation Fellowship, per un dottorato di ricerca candidato a un'università negli Stati Uniti; la Senior Fellowship, che ha lo scopo di incoraggiare e sostenere gli studi critici e storici relativi alle arti con una preferenza per l'espressionismo astratto; Master of Fine Art Fellowship in pittura e scultura, assegnata ogni anno agli studenti dell'ultimo anno di università; infine la Conservation Fellowship NYU Institute of Fine Arts per uno studente specializzato nella conservazione dell'arte moderna e contemporanea, scelto dal Centro di conservazione della New York University.
I premi annuali sono due. Nel 2005 è stato istituito il Robert Motherwell Book Award, premio assegnato ogni anno all'autore di una pubblicazione di storia e critica d'arte. Nel 2015 è nato il Dedalus Foundation Exhibition Catalog Award per un catalogo di mostre pubblicato durante l’anno.